# Escherichia coli enterohemoragică

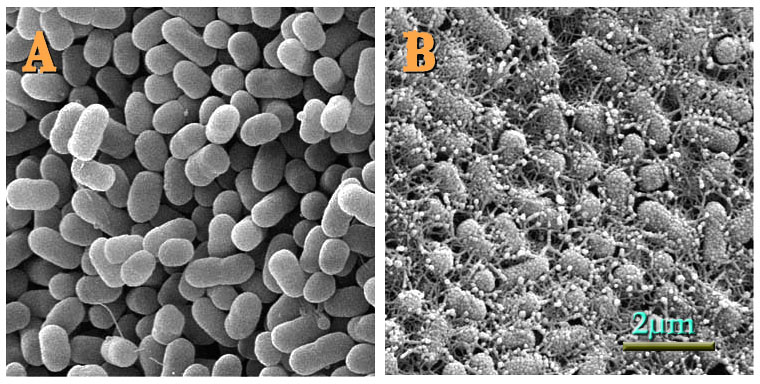
E. coli entero-hemoragică

Escherichia coli entero-hemoragică (EHC) este o grupă de tulpini de bacterii patogene ce aparțin de Escherichia coli. Tulpinile EHC produc diarei grave hemoragice, care pot deveni deosebit de periculoase deoarece pot fi însoțite de deshidratări masive care pot provoca chiar și moartea bolnavului.
Boala este răspândită în întreaga lume. Rezervorul natural al agenților patogeni sunt rumegătoarele mari și mici. Contaminare se produce printr-o igienă deficitară, când urme de fecale pot ajunge pe alimente sau în apa de băut. Timpul de incubație este de la două până la zece zile.
Pe la mijlocul lunii mai a anului 2011 s-au semnalat în Europa Occidentală îmbolnăviri provocate de EHC. Simptomele bolii sunt durerile de cap, crampele intestinale și diareea cu sânge, fiind semnalate și unele cazuri mortale la om.
Mecanismul patogenetic este explicat prin acțiunea toxinelor ce determină tulburări nervoase și distrugerea mucoasei intestinale și perețiilor vaselor de sânge. EHC este o boală infecțioasă care trebuie declarată, medicul trebuind să facă un diagnostic diferențial cu infecția cu Shigella care produc tulburări asemănătoare. Boala este deosebit de periculoasă, mai ales pentru copii și persoanele în vârstă. 
Forma de boală din 2011 este atipică, deoarece până în prezent infecțiile grave cu bacteriile coliforme erau specifice noilor născuți, iar forma actuală apare și la adulți. Ca măsuri de prevenire a bolii, specialiștii  recomandă, igiena riguroasă a mâinilor, iar fructele și legumele, înainte de consumare să fie fierte sau prăjite.
Tratamentul cu antibiotice nu aduce întotdeauna rezultatul scontat. Este foarte importantă izolarea bolnavului și tratamentul de rehidratare a organismului cu soluții electrolitice izotonice, asociat cu transfuzii de sânge.
Comisia Europeană a lansat o alertă privind contaminarea cu bacteria E. coli entero-hemoragică a castraveților proveniți din Spania. Decizia vine după ce șaptesprezece oameni au murit și alte câteva sute s-au îmbolnăvit. Ulterior specialiștii au declarat că probabil toate legumele și fructele sunt contaminate cu agentul patogen al bolii. În iunie 2011 boala a devenit în Germania de Nord o adevărată epidemie, numărul bolnavilor și al morților a crescut considerabil.